# مستشفى كوم أمبو العام
مستشفي كوم أمبو المركزي هي مستشفي في كوم أمبو، أسوان، مصر.

## الوصف
مستشفي كوم أمبو والتى تصل تكلفتها لنحو 460 مليون جنيه وتتكون من المبنى الأول الذييتكون من دور أرضى و 3 أدوار على مساحة 9295 م2 ، وخزان مياه وحريق ومبنى للقوى الكهربائية ومبنى للنفايات وبواية رئيسية و 3 فرعية وأسوار، والمبنى الثاني يتكون من دور أرضى ودورين بمساحة 9900 م2 لتضم المستشفى 18 عناية مركزة و 2 عزل، و 53 تخصصات لإقامة المرضى و 4 عزل و 4 غرف للعمليات وواحدة للطوارئ وأخرى عمليات صغرى، و 15 عيادة خارجية وصيدلية، و2 غرفة للكشف للإستقبال والطوارئ و 6 ملاحظة وجبس و3فرز و 2 إنعاش، بجانب 5 غرف للأشعة و 5 معامل وبنك للدم / و 2 غرف للولادة الطبيعية بقسم النسا وغرفة للعمليات القيصرية و 15 غرفة للعناية المركزة وواحدة للعزل، علاوة على 36 حضانة و 4 عزل، و36 سرير للغسيل الكلوى و 2 عزل، فضلاً عن سكن للأطباء والتمريض ومكاتب إدارية وخدمات متنوعة .